# Emilee
Emilee Flood, dit Emilee, née le 31 janvier 2000 à Batesville (Arkansas), est une chanteuse, autrice-compositrice-interprète américaine, TikTokeuse et influenceuse,, qui gagne en popularité après être apparue en tant qu'invitée dans la chanson de Surf Mesa " ILY (I Love You Baby) ".

## Carrière musicale

### 2019
Emilee commence sa carrière musicale en 2019, en sortant son premier single « High Hopes » sur son propre label Emilee Flood Music,. La même année, elle sort deux autres singles : "Feels Like a Dream" (qui en mai 2021 est écouté plus de 8 millions de fois sur Spotify et se classe dans les classementsiTunes Inde) et "Falling" (pour lequel un clip est réalisé).
Cette même année, elle apparait en tant qu'invitée sur le single de Surf Mesa intitulé " ILY (I Love You Baby)",. Grâce à cela, Emilee gagne en popularité à l'internationale, le single entre dans le Billboard Hot 100, puis dans de nombreux autres classements officiels. Le single est certifié platine en Pologne, aux États-Unis, et dans plusieurs autres pays.

### 2020
Le 24 janvier 2020, elle sort le single « Love Semble Too Hard ». Le single est un succès en Nouvelle-Zélande. Le suivant, "Heaven", est écouté plus de 24 millions de fois sur Spotify et est un succès en Irlande. Puis, Emilee dévoile le  single "Hide", qui, malgré un grand nombre de vues sur Spotify, n'a pas gagné beaucoup de popularité. Le 23 décembre 2020, elle sort une version solo de la chanson « ILY (I Love You Baby) » qui est écouté plus de 22 millions de fois sur Spotify.
Elle apparait dans le single "Beautiful Boy" la même année, de la chanteuse colombien Karol G et le rappeur américain Ludacris. La chanson entre dans les classements de streaming de deux pays d'Amérique centrale : la Colombie et le Panama.

### 2021
En 2021, elle sort un single intitulé "How It Goes", qui a été classé 67ème sur le classement iTunes suédois.